# Rosendo Álvarez
Rosendo Álvarez (* 6. Mai 1970 in Managua, Nicaragua) ist ein ehemaliger nicaraguanischer Boxer im Halbfliegen- und Strohgewicht. 

## Profikarriere
Im Jahre 1992 begann er erfolgreich seine Profikarriere. Am 2. Dezember 1995 boxte er im Strohgewicht gegen Chana Porpaoin um den Weltmeistertitel des Verbandes WBA und gewann nach Punkten. Diesen Titel verlor er in seiner sechsten Titelverteidigung im November 1998 an Ricardo López durch geteilte Punktrichterentscheidung.
Am 3. März 2001 wurde Álvarez zudem WBA-Weltmeister im Halbfliegengewicht, als er Beibis Mendoza nach Punkten bezwang. Diesen Titel hielt er bis zum 2. Oktober 2004.
Im Jahre 2012 beendete er seine Karriere.